# Ханно Баліч
Ханно Баліч (нім. Hanno Balitsch, * 2 січня 1981, Альсбах-Генлайн, ФРН) — німецький футболіст, півзахисник «Баєра» (Леверкузен).

## Футбольна біографія
Ханно Баліч народився в невеличкому містечку землі Гессен і вперше пізнав футбол в 5 років, а вже в сім років хлопчак став повноцінним гравцем дитячої команди «FC Alsbach». В цій команді він здобував футбольні навички впродовж 12 років, а в 17 років, за порадою батьків, подався до сусіднього великого міста, де виступала відома в Німеччині команда.